# Tagträume
《Tagträume》(타크트로이메)는 2010년 12월 7일에 발매한 국카스텐의 EP 앨범이다. 앨범 타이틀인 타크트로이메는 독일어로 백일몽 또는 각성몽이란 뜻이며 프로이트의 꿈의 해석에서 가져왔다.

## 설명
- 수록곡 중 연주곡인 〈Tagträume〉는 음반에 수록된 버전과 음원사이트에서 제공되는 음원이 다르다. 또한 한음파의 보컬인 이정훈이 마두금연주자로 참여하였다.
- 《공룡둘리에 대한 슬픈 오마주》, 《습지생태보고서》등으로 유명한 만화가 최규석이 앨범자켓디자인에 참여하였다.

## 곡 설명
- 붉은 밭 - 하현우의 꿈을 바탕으로 만든 곡으로 열정과 모순된 금기에 대한 투쟁을 강렬하고 파워풀한 멜로디에 투영한 곡.

"선과 악, 허용과 금기에서 모두 벗어나, 성취하고 싶은 것을 이룬 후의 상황을 그렸습니다. 천사가 금기된 행위를 저지르고 새가 되어 떨어진 곳이 붉은 밭이 되었다는 내용입니다. 붉은 밭은 열정과 모순된 금기에 대한 투쟁을 형상화한 것입니다" -하현우
- 매니큐어 - 자신을 다르게 포장하려는 모습을 손톱에 칠하는 매니큐어에 비유한 노래로 사운드에 대한 국카스텐의 실험성이 돋보인다.

매니큐어를 바르는 행위처럼 본 모습을 숨기고 다른 색으로 감추는 모습을 표현한 곡으로 손톱이 계속 자라면서 벗겨지기 마련인 모순의 이미지를 강렬히 표현했다.
- Tagträume(타크트로이메) - 프로이트의 《꿈의 해석》이란 책에 나오는 '각성몽'이란 뜻을 지닌 독일어로 수면 중이 아닌데도 공상이나 상상에 잠겨 있는 상태로서, 꿈을 꾸지 않았는데도 꿈을 꾼듯한 이미지가 눈앞에 펼쳐지는 것을 말한다.

## 수록곡
| #  | 제목                           | 작사   | 작곡     | 편곡     | 재생 시간 |
| -- | ------------------------------ | ------ | -------- | -------- | --------- |
| 1. | 〈붉은 밭〉                    | 하현우 | 국카스텐 | 국카스텐 | 4:01      |
| 2. | 〈매니큐어〉                   | 하현우 | 국카스텐 | 국카스텐 | 4:02      |
| 3. | 〈붉은 밭 (Acoustic Ver.)〉    | 하현우 | 국카스텐 | 국카스텐 | 4:58      |
| 4. | 〈매니큐어 (Electronic Ver.)〉 | 하현우 | 국카스텐 | 국카스텐 | 4:34      |
| 5. | 〈Tagträume〉                  |        | 국카스텐 | 국카스텐 | 2:57      |

## 참여 스텝
- Produced by Guckkasten
- Recording Studio : Tone Studio
- Mix & Mastering Engineer : 김대성
- Recording Engineer : 김대성, 이태섭, 임홍진
- Assist Engineer : 박희진
- Tapper : Tapper. J (지은성, 붉은 밭 (Acoustic Ver.)
- 마두금 : 이정훈 from 한음파 (Tagträume)
- Album artwork by 최규석
- Art direction & Design : 김재훈